# له ریتیل
له ریتیل (به فرانسوی: Le Retail) یک کمون در فرانسه است که در Canton of Secondigny واقع شده‌است.

## خصوصیات
له ریتیل ۱۴ کیلومترمربع مساحت و ۲۷۹ نفر جمعیت دارد.